# Javier Martín Rodríguez
Javier Martín Rodríguez (Salamanca, 1972) és un periodista, corresponsal i escriptor espanyol.

## Trajectòria
Llicenciat en Filologia Àrab per la Universitat Complutense de Madrid i en Filologia Hebrea per la Universitat de Salamanca, a més de màster en Periodisme i Cooperació Internacional per la Universitat Complutense i en Màrqueting On-line per la Universitat de Barcelona, disposa d'una àmplia trajectòria com a corresponsal al Caire, Teheran, Jerusalem i el nord d'Àfrica, sent un especialista en Orient Mitjà i el nord d'Àfrica, on ha cobert des de les revoltes de la Primavera Àrab fins a l'actualitat de l'Iran, el conflicte entre israelians i palestins i el drama dels immigrants a la Mediterrània.
S'inicià en el periodisme com a col·laborador a l'Orient Mitjà des de 1996 per als diaris El País i El Mundo, i com a fotògraf i reporter de la revista Geo. L'octubre de 1998 va començar a treballar per l'agència EFE a la seva delegació regional al Caire, per a la qual va cobrir la informació a l'Orient Mitjà, com la guerra de l'Iraq, entre el 2003 i el 2004, o el Terratrèmol del Caixmir de 2005. El febrer de 2006, va ser nomenat cap de Servei en Àrab d'EFE al Caire, des d'on es va traslladar a Trípoli per informar de la retirada israeliana de sud del Líban el 2006. El gener de 2009 va obrir la primera corresponsalia permanent d'EFE a l'Iran, amb seu a Teheran. També s'ocupà dels esdeveniments derivats de la primavera àrab i el 2011 va estar a Trípoli per cobrir la caiguda del dictador Moammar al-Gaddafi. El 2012 va escriure sobre la Guerra Civil siriana.
Des de la redacció en cap d'Internacional a Madrid, el 2013 fou destinat a Jerusalem per seguir la informació d'Israel i Palestina, i el 2015 es va traslladar a Tunis, des d'on també cobreix la informació d'Algèria i Líbia. En els últims temps Martín s'ha ocupat del drama dels immigrants que intenten arribar a Europa jugant-se la vida a la Mediterrània des de dins del vaixell de rescat Aquarius, ha seguit la guerra de Líbia, i ha estat l'únic periodista estranger que ha cobert la revolució d'Algèria. El març de 2019 va realitzar el primer reportatge transmèdia d'EFE, titulat «L'exili oblidat», sobre un cementiri a Kasserine (Tunísia), pròxim a la frontera amb Algèria, on es troben les tombes d'un grup de republicans que van partir d'Espanya un mes abans de la fi de la Guerra Civil espanyola.

## Publicacions
És autor a més de diversos llibres, referits a l'Aràbia Saudita, els sunnites i xiïtes, o l'Estat islàmic, com «Hizbulah. El brazo armado de Dios» (2005), «Suníes y Chiíes, los dos brazos de Alá» (2008), «Los Hermanos Musulmanes» (2011), «La casa de Saud» (2013) o «Estado Islámico. Geopolítica del caos» (2017). També ha participar a «Objetivo Bagdad. 12 reporteros en la guerra de Irak» (2003).

## Reconeixements
- XXXV Premi Cirilo Rodríguez per a corresponsals i enviats especials (2019), en el qual ja havia estat finalista en els anys 2006 i 2014.[1][4]
- IX Premi Internacional de Periodisme Julio Anguita Parrado (2018)[2][3]
- Premi Intercultura de la Ciutat de Melilla (2008).[3]